# Alcis piaodai
Alcis piaodai là một loài bướm đêm trong họ Geometridae.